# Hasse Jeppson
Hans Olof Jeppson, detto Hasse (Kungsbacka, 10 maggio 1925 – Roma, 21 febbraio 2013), è stato un calciatore svedese, naturalizzato italiano, di ruolo attaccante.

## Carriera

### Club

#### Gli inizi in Svezia
Inizia la sua carriera nel Kungsbacka IF, per poi passare all'Örgryte IS. Con il trasferimento al Djurgårdens IF, nel 1948, arriva la consacrazione: Jeppson vince la classifica cannonieri del massimo campionato svedese (1950-1951, 17 reti) e gli si aprono le porte della Nazionale dove sostituisce Gunnar Nordahl, facendolo diventare noto con il soprannome Hasse Guldfot (Hasse piede d'oro).

#### Charlton
Le sue prestazioni ai Mondiali del 1950, dove ne era il capitano, attirano le attenzioni del Charlton Athletic: arrivato in Inghilterra solo per studiare per conto della ditta per cui lavorava e vedere le partite, il manager Jimmy Seed lo convince a legarsi alla squadra il 6 gennaio 1951, diventando il secondo calciatore svedese a giocare nel campionato inglese, dopo Dan Ekner al Portsmouth nel 1949-1950. Qui giocò da dilettante per non perderne lo status come tennista (era campione nazionale studentesco): con i suoi gol contribuì a migliorare la posizione in classifica della squadra, dalla zona retrocessione a una momentanea salvezza, riuscendo a segnare una tripletta all'Highbury contro l'Arsenal (la prima volta in circa vent'anni che la squadra subiva 5 gol in casa e la prima tripletta subita in assoluto in un derby di Londra) e gol contro il Liverpool e il Chelsea. Nella primavera del 1951 torna brevemente al Djurgårdens IF.

#### Atalanta

Jeppson all'Atalanta nella stagione 1951-1952

Dopo la parentesi nel campionato inglese approda al calcio italiano con l'Atalanta nel 1951-1952; in crisi di risultati viene ingaggiato il 26 ottobre 1951 dopo che l'allenatore Ceresoli aveva richiesto rinforzi in attacco, ricevendo per quei tempi la notevole somma come premio d'ingaggio di 18.000 sterline. Debutta così il 28 ottobre 1951, in Atalanta-Como 1-0 (gara in cui realizza il suo primo gol in Italia), aiutando la squadra a lasciare la terzultima posizione in classifica: a fine stagione i bergamaschi arriveranno al dodicesimo posto in classifica e lui al quarto posto nella classifica dei cannonieri, segnando tra l'altro contro il Napoli il 27 gennaio 1952 in Atalanta-Napoli 2-4 e l'11 maggio 1952 in Milan-Atalanta 4-4.

#### Napoli
L'esordio corredato con 22 reti, seppur segnato da un'iniziale carenza di forma, gli consente di passare al Napoli che, nel tentativo di allestire una squadra da scudetto - acquista anche Vitali e l'anno successivo Bugatti - e di cementare il consenso elettorale per Achille Lauro (proprietario della squadra ed all'epoca anche sindaco della città), lo ingaggia per l'allora ingente cifra di centocinque milioni di lire, allora la più alta nella storia del calcio: a causa di questa somma pagata dal Napoli nel 1952, i tifosi napoletani lo ribattezzarono 'o Banco 'e Napule (il Banco di Napoli), quasi a sottolineare che da solo valeva quanto l'intero capitale dell'istituto di credito cittadino. A tal proposito è nota l'esclamazione «Gesù, è caduto il Banco di Napoli» di un tifoso partenopeo allorché, all'esordio in maglia azzurra, Jeppson ruzzola a terra per il brutale intervento di un avversario.

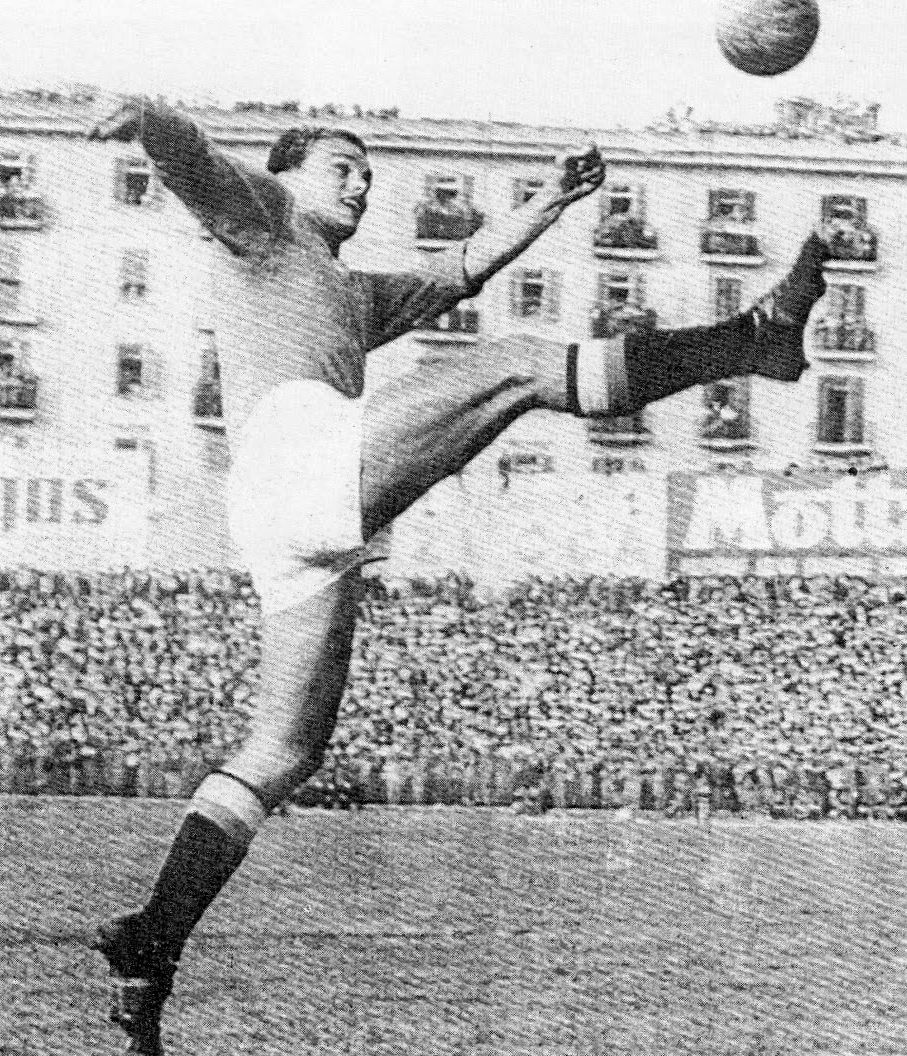
Jeppson in acrobazia con la maglia del Napoli a metà anni cinquanta

A Napoli, dove diventa subito uno degli idoli dei tifosi, Jeppson resta fino al 1956 realizzando 52 reti che lo piazzano al 2011 tra i migliori quindici cannonieri della squadra in Serie A e duettando con attaccanti del calibro di Amedeo Amadei e Luís Vinício; qui emerse la sua capacità nel siglare gol ritenuti difficili e, allo stesso tempo, fallire le occasioni considerate più semplici davanti al portiere, caratteristica nota già all'epoca in cui giocava in Svezia, come ricordava il suo connazionale Lennart Skoglund ai giornalisti italiani definendolo fenomenale nel segnare come nello sbagliare gol.
Questa sua alternanza di rendimento, accostata al suo valore in lire, portò alla creazione dell'esortazione tipicamente partenopea «Mannaggia Jeppson!» o anche «Uanema 'e Jeppson!» (negli anni settanta i tifosi partenopei ritrovarono la stessa caratteristica in Giorgio Braglia); la squadra infatti, malgrado le premesse riuscì ad essere competitiva solo il primo anno, quando nella stagione 1952-1953 arrivò quarta mentre negli anni successivi la posizione in classifica peggiorò, quinta nel 1953-1954 (Jeppson realizzerà 4 goal contro la sua ex squadra in un Napoli-Atalanta 6-3), sesta nel 1954-1955 e quattordicesima all'ultima stagione, quella del 1955-1956. A peggiorare la situazione contribuì un difficile rapporto con il presidente Lauro e la sua voglia di trasferirsi in squadre come Juventus ed Inter.

#### Torino
La carriera di Jeppson si conclude nel 1957 dopo un campionato con la maglia del Torino, nel quale conquista l'affetto dei tifosi granata con una doppietta nel Derby della Mole del 17 marzo 1957 vinto 4-1. La maglia granata, con cui alla fine della stagione arrivò settimo in campionato, fu l'ultima della sua carriera, avendo già deciso da tempo di ritirarsi alla fine di quella stagione per non mostrare un decadimento della sua tenuta atletica; si tolse comunque la soddisfazione di segnare, il 19 maggio 1957, un gol al Milan che poche settimane dopo, a termine campionato, avrebbe vinto lo scudetto.

### Nazionale

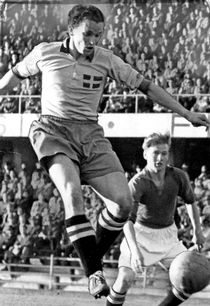
Jeppson con la Nazionale svedese

Fece inoltre parte, per un breve periodo, della Nazionale svedese con cui assommò 12 apparizioni e 9 gol. Convocato per i Mondiali 1950, mise a referto una doppietta nel 3-2 contro l'Italia.

## Tennis[23]
Il tennis fu la sua seconda passione, che lo portò a diventare una promessa del tennis svedese ed a conoscere la famiglia di Björn Borg. Ha avuto anche un chiacchieratissimo flirt con la tennista italiana Silvana Lazzarino; frequentò poi importanti circoli del tennis e vi conobbe la futura moglie; addirittura, nel 1953, il presidente del Tennis Club Napoli Tommaso Leonetti, dopo essersi assicurato la partecipazione di Budge Patty (che avrebbe vinto il torneo sconfiggendo Skoneky in semifinale e Tut Bartzen in finale) al torneo organizzato dal circolo, chiese ad Achille Lauro la possibilità d'iscrivere Jeppson; la richiesta fu esaudita dopo l'assicurazione che tale partecipazione passasse inosservata e che il giocatore cambiasse nome e sotto lo pseudonimo di Verde, ideato dal giudice arbitro Michele Avitabile, il 9 aprile 1953 gareggiò contro Horst Hermann, secondo miglior giocatore di Germania e giocatore di Coppa Davis, sotto gli occhi dell'allora giornalista del Mattino Gino Palumbo, in seguito direttore della Gazzetta dello Sport. Malgrado i pronostici contrari Jeppson batté Hermann, 6-3 6-4, perdendo solo per mano di Rolando Del Bello al secondo turno 6-1 6-3, nell'incontro disputato nella stessa giornata.

## Dopo il ritiro
Lasciata l'attività sportiva resta nella penisola dedicandosi ad attività manageriali e alla passione per il tennis; tuttavia è rimasto legato all'Italia (dove ha lavorato tra l'altro come responsabile al commercio per il consolato svedese e sposato una cittadina italiana) ed alla squadra partenopea: il 27 aprile 2008, in occasione della sua prima visita allo Stadio San Paolo, inaugurato pochi anni dopo la sua cessione, gli fu regalata la maglia ufficiale della squadra campana con il suo nome ed il numero 9 da lui portato quand'era in attività.

È deceduto nel 2013 a Roma all'età di 87 anni, per complicazioni renali e cardiache a seguito di un intervento chirurgico per una frattura al femore. Ha ricevuto sepoltura nel giardino della sua casa a Kungsbacka.